# Exochus limbatus
Exochus limbatus là một loài tò vò trong họ Ichneumonidae.